# Municipio de Bustamante (Nuevo León)
El municipio de Bustamante es un municipio situado en el estado mexicano de Nuevo León. Según los datos del censo de 2020, tiene una población de 3661 habitantes. Su cabecera es la localidad de Bustamante, que es uno de los cinco Pueblos Mágicos del estado, junto a Linares, Santiago, General Terán y General Zaragoza. Desde su establecimiento y a lo largo de un siglo y medio, su nombre fue San Miguel de Aguayo de la Nueva Tlaxcala.
El municipio tiene una extensión territorial de 558 km². Colinda al norte con Lampazos de Naranjo y el estado de Coahuila, al sur y al oeste con Mina y al este con Villaldama. Se localiza a 119 km de la ciudad de Monterrey, sobre la carretera Colombia.

## Nombre
El nombre "San Miguel" le fue dado en honor a Agustín de Echeverz y Subiza, marqués de San Miguel de Aguayo, quien era el entonces gobernador y capitán general del Nuevo Reino de León, y el nombre "Bustamante" en honor al militar Anastasio Bustamante, quien fue presidente de la República Mexicana.

## Historia

### Fundación
El 8 de junio de 1686, una delegación de tlaxcaltecas se presentó ante el gobernador del Nuevo Reino de León en Monterrey. Le explicaron que habían comenzado a construir una acequia y habían cultivado maíz, así que solicitaron su apoyo para la distribución de solares, así como obtener la posesión legal de dichas tierras, con el fin de preservarlas y asegurar su sustento.
Los tlaxcaltecas, familiarizados con el lenguaje burocrático de la Corona Española, señalaron al gobernador que el propósito de este nuevo asentamiento era la evangelización de los chichimecas de la región y contribuir a la expansión del Virreinato de Nueva España, logrando con éxito su aprobación. La población inicial era de 30 familias tlaxcaltecas encabezadas por Bernabé González, Agustín de la Cruz y Francisco de Luna.
El 16 de septiembre, frailes franciscanos fueron encargados de establecer y trazar el pueblo de indios para ser habitado por nahuas oriundos de San Esteban de Nueva Tlaxcala, con la condición de ser reconocidos estos últimos como los legítimos propietarios de las tierras, montañas y recursos hídricos. El reparto de las tierras se dio a Melchor Cáceres y Felipe, Santiago y Silvestre Salvador.

### Virreinato
Los habitantes de San Miguel de Aguayo comenzaron la construcción de sus tradicionales casas de color rojo con blanco. También fabricaron un Cristo hecho de pasta de maíz, conocido como "El Señor de Tlaxcala", el cual es considerado como uno de los tesoros del pueblo.
A partir de esta época, convivieron con los nativos alazapas, los cuales habían habitado anteriormente el pueblo, pero abandonaron el lugar y tiempo después volvieron para reclamar sus territorios. Posteriormente, los alazapas descubrieron minas en el territorio, noticia que comunicaron a sus vecinos.
Los nahuas tlaxcaltecas persistieron en su objetivo de construir una iglesia permanente, brindaron apoyo financiero a la educación y organizaron el trabajo colectivo siguiendo la tradición de su pueblo. Además, participaron activamente en la defensa de la región contra las invasiones de los tobosos.
A finales del siglo XVIII, documentos municipales todavía se escribían en náhuatl (en su variante local neotlaxcalteca), prueba de la integridad cultural del pueblo y su característica identidad lingüística propia.

### México independiente
El 27 de febrero de 1832, el pueblo fue elevado a la categoría de villa, ahora con el nombre de San Miguel de Bustamante. Desde la independencia hasta ese año, el nombre común del municipio había sido Tlaxcala.
El 5 de octubre de 1840, una banda de comanches, cuyo número se estimaba en 300 o 400 miembros, atacó la zona. En Bustamante, los comanches mataron a 17 personas, secuestraron a más de una docena y robaron 800 cabezas de ganado. Esto marcó el inicio de tres décadas de incursiones comanches que devastaron comunidades en todo el norte de México y, de 1848 a 1860, causaron al menos 71 muertes y 18 secuestros en Bustamante.
En 1864, la villa de Llanos y Valdés, establecida anteriormente por los alazapas en 1851 con el apoyo del gobierno del estado, se anexó voluntariamente al municipio de Bustamante tras una serie de inundaciones debido al crecimiento de las aguas del río y la entrada constante de indígenas enemigos en el territorio.
El desorganizado gobierno central de México fue de poca ayuda para la defensa de los norteños. Una fuerza de milicia de unos 100 tlaxcaltecas y alazapas custodiaba los pasos de montaña que los asaltantes comanches probablemente utilizarían como parte de una fuerza móvil de 2000 jinetes que patrullaban el norte y el oeste del estado. La última incursión comanche ocurrió en 1870.
Durante la primera década del siglo XX, el acceso a las Grutas del Palmito fue descubierto, siendo visitadas por la Junta Arqueófila de Nuevo León. El General Bernardo Reyes fue quien informó su descubrimiento a la Secretaría de Instrucción Pública y Bellas Artes. En 1986, se celebró el tricentenario de la fundación del municipio, contando con la presencia del gobernador en ese momento del estado de Tlaxcala, Tulio Hernández, acompañado por su esposa, la actriz Silvia Pinal.

## Fiestas y tradiciones
El pueblo de Bustamante celebra sus fiestas patronales desde el 28 de julio hasta el 6 de agosto. Se realizan peregrinaciones de cada uno de los puntos de interés turístico y tradicional hacia la parroquia de San Miguel Arcángel. Estas fiestas se celebran todos los años y están dedicadas al Señor de Tlaxcala. El día 6 de agosto se realiza la tradicional peregrinación que incluye la exposición fuera de la parroquia del Cristo de la iglesia.

## Escudo
El escudo de Bustamante fue diseñado por la señora Hermina de Canales en el año 1984. Está conformado por armas y símbolos. En la parte superior hay un yelmo español y en el escusón el glifo de la antigua República de Tlaxcala. 
El centro se divide en cuatro partes: en la superior se observa la cima de la Sierra de Gomas y un león rampante, en la inferior aparece el templo de San Miguel Arcángel, en el izquierdo se dibujan una serie de estalactitas y estalagmitas representando las Grutas de Bustamante (Grutas de la Palma) y en el derecho el ojo de agua San Lorenzo. 
Por otra parte, están las figuras de San Pedro y San Pablo, el mapa del municipio, el nombre antiguo y el actual, las fechas de fundación, una trenza de palmito, productos de alfarería, sillería y escobería, piloncillo, queso, chorizo y aguacate y un horno de pan, alimento típico del municipio.

## Gastronomía
El pan tradicional de Bustamante consta de una vasta selección donde resalta la semita tradicional y la semita chorreada con dulce de piloncillo, así como las empanadas con relleno de dulce de calabaza, dulce de piña y cajeta. El dulce de leche quemada, los molletes, la nogada (dulce de piloncillo y nuez) y las semitas forman parte de sus principales atractivos culinarios.
Desde el trayecto de entrada se contemplan las numerosas panaderías, algunas todavía horneando en los antiquísimos hornos de adobe las tradicionales semitas, polkas y empanadas de nuez, ejemplos del pan dulce de este poblado, gastronomía herencia de los primeros habitantes de la región.
Existen seis panaderías en Bustamante. Los panes se exportan a distintas ciudades como Laredo, Monterrey y Sabinas Hidalgo. Entre los restaurantes más famosos se encuentran los siguientes: Hotel Ancira, Restaurante Las Golondrinas, Restaurante La Casa María, Panadería Casso de Luna, Panadería La Favorita, Panadería Tlaxcala y Dulcería La Única.
Otros platillos locales son el cabrito al pastor o al horno, el licor de maguey o aguardiente, el dulce de leche y la panadería. El aguacate es junto con la nuez y la caña de azúcar una parte importante de su producción en Nuevo León.

## Artesanías
De su artesanía se desprende la elaboración de productos hechos con latón y fibras vegetales, con las que se confeccionan sombreros y cestos de trenza de palmito, además de figurillas de barro. Además, a Bustamante se le conoce como un fabricante de licor de maguey, que se elabora con técnicas de hace varios siglos y se puede adquirir en el pueblo.

## Atractivos turísticos

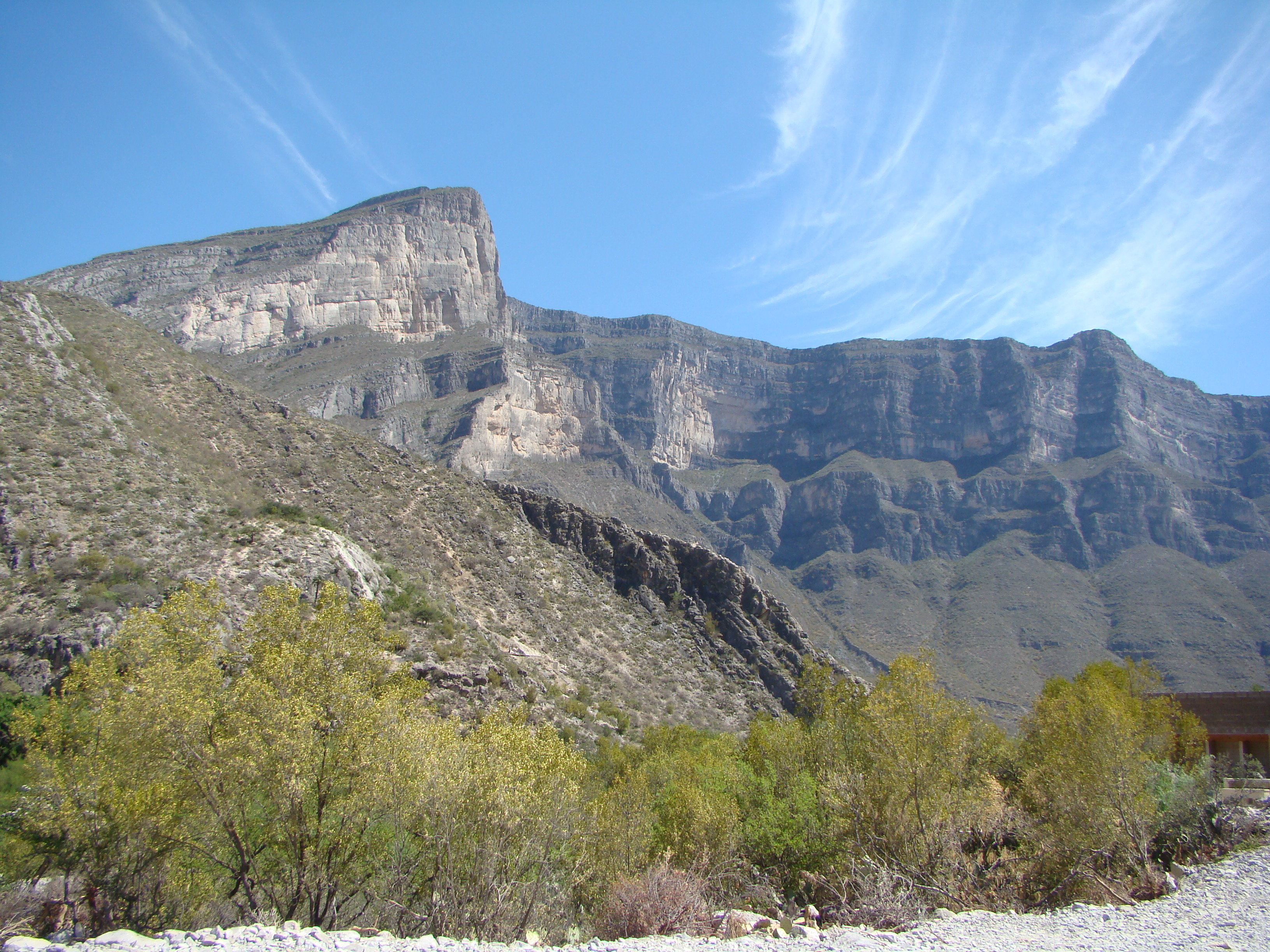
Cañón de Bustamante.

Entre sus atractivos turísticos se encuentran el Cañón de Bustamante, el ojo de agua de San Lorenzo, las Grutas de Bustamante y el Parque Recreativo El Molino. En estos lugares se puede practicar el rappel y los descensos en cuerdas.
Descubiertas en 1906, las Grutas de Bustamante (también llamadas Grutas del Palmito) se encuentran en la Sierra de Gomas, a siete kilómetros al suroeste de la ciudad y a 107 km de Monterrey, Nuevo León. Para llegar se toma un camino hacia el cerro de un kilómetro y medio para después topar con un restaurante y caseta, se dejan los vehículos estacionados en esa zona y se camina 15 minutos aproximadamente hasta llegar al destino.
Se puede apreciar la notable arquitectura norestense, la cual incluye destacados lugares como la Parroquia de San Miguel Arcángel. Esta iglesia fue construida entre los siglos XVII y XVIII y alberga en su interior a una venerada imagen de Cristo crucificado, conocida localmente como el Señor de Tlaxcala, cuya antigüedad se estima en unos 300 años. Asimismo, se destacan las misteriosas Grutas de Bustamante con paisajes interiores de diversas formas, localizadas en la Sierra de Gomas, a 6 km de la cabecera municipal, y a la que se llega a través de una carretera pavimentada.
Otros atractivos turísticos de la zona son el Centro Recreativo La Alameda, el Callejón del Beso y el Cañón de Bustamante. El Cañón de Bustamante es otro sitio natural de este municipio donde se pueden realizar diversas actividades al aire libre, como caminata, campismo y bicicleta de montaña. Para los días de campo familiares los visitantes pueden instalarse bajo las frescas sombras de los nogales, en el centro recreativo El Molino, o refrescarse en el paraje La Alameda, que cuenta con albercas, palapas, asadores, restaurantes y juegos infantiles.

## Personajes ilustres
- Agustín de la Cruz, primer gobernador de San Miguel de Aguayo.

## Hermanamientos
La ciudad de Bustamante tiene las siguientes ciudades hermanas:
- Saltillo, México (2013)[31][32]
- Cuatrociénegas de Carranza, México (2013)[33]
- Tlaxco, México (2014)[34]
- Tlaxcala, México (2018)[35]